# Walter Gore
Pour les articles homonymes, voir Gore.
Walter Gore, né le 8 octobre 1910 à Waterside[Lequel ?] en Écosse et mort le 16 avril 1979 à Pampelune en Espagne, était un danseur et chorégraphe britannique.

## Biographie
Walter Gore est danseur au Ballet Rambert de 1930 à 1935. Il y revient comme chorégraphe en 1938 et crée à cette occasion son premier ballet Valse finale. Il reste au Ballet Rambert jusqu'en 1950 puis travaille ponctuellement avec le Ballets des Champs-Élysées et le Sadler's Wells Theatre Ballet. Il fonde sa propre compagnie en 1953, assure la direction du Ballet de Francfort de 1957 à 1959, puis devient le fondateur et directeur du London Ballet de 1961 à 1963. À cette époque il prend également la direction du Ballet Gulbenkian récemment fondé. Il a à son actif plus de 80 chorégraphies.